# Apeadeiro de Alcaide
O Apeadeiro de Alcaide é uma interface ferroviária da Linha da Beira Baixa, que serve a localidade de Alcaide, no Distrito de Castelo Branco, em Portugal.

## Descrição

### Localização e acessos
Esta interface dista menos de um quilómetro e meio do centro da localidade nominal (P.ça Gil Pinheiro), tanto por via pedonal, como rodoviária.

### Infraestrutura
Como apeadeiro em linha em via única, esta interface tem uma só plataforma, que tem 131 m de comprimento e 685 mm de altura. O edifício de passageiros situa-se do lado sul da via (lado esquerdo do sentido ascendente, para Guarda).

### Serviços
Em dados de 2023, esta interface é servida por comboios de passageiros da C.P. de tipo regional, com quatro circulações diárias em cada sentido entre Castelo Branco ou Entroncamento ou Lisboa - Santa Apolónia e Guarda ou Covilhã.

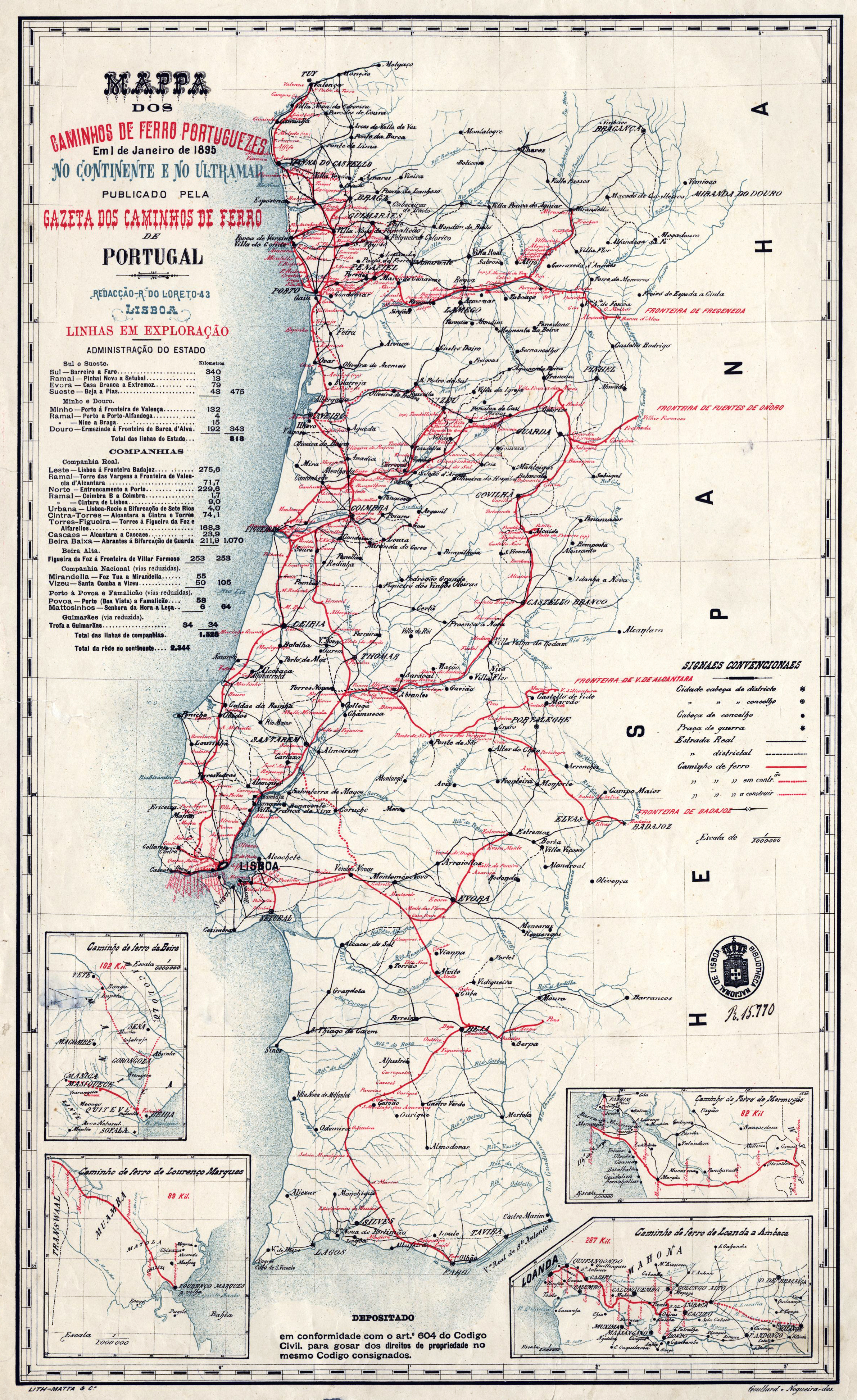
Mapa de 1895, onde se pode ver o apeadeiro de Alcaide.

## História
Em 16 de Junho de 1891, a Gazeta dos Caminhos de Ferro noticiou que estavam a decorrer com grande celeridade as obras na Linha da Beira Baixa até à Covilhã, no sentido de abrir muito brevemente pelo menos até Alcaide, que foi construído de origem como um apeadeiro. O lanço entre Abrantes e Covilhã entrou ao serviço em 6 de Setembro de 1891, pela Companhia Real dos Caminhos de Ferro Portugueses. Nos dias 5 e 6 de Setembro, a Companhia Real organizou comboios inaugurais de Abrantes até Castelo Branco e Covilhã, que tiveram paragens neste apeadeiro.